# Правители хеттов
Датировка и последовательность царей Хеттской державы собрана из различных источников, все даты даны приблизительно на сопоставлении с известной хронологией древнего Ближнего Востока.
Очень немного известно о хронологии среднего царства.
В порядке следования царей и датировках можно опираться на Брайса (1998). МакМахан (1989) перечисляет Хаттусили II и Тудхалию III в обратном порядке. Брайс, наряду с некоторыми учёными, не выделяет Среднее царство. Вместо этого он выделяет Древнее царство с конечной датой царствования Муваталли I и начало Нового царства, начиная с Тудхалии II.

## Хатты
- Памба[англ.] (ок. 2300 г. до н. э.) — царь Хатти

… (?)
- Пиюсти (Пийушти) (ок. 1800 г. до н. э.) — царь Хатти, разбит Аниттасом

## Раннее (Куссарское) царство
- Питхана (нач. 1800-х гг. до н. э.), царь Куссара, покоритель Несы (Каниша)
- Анитта (середина 1800-х гг. до н. э.), сын, царь Куссара, покоритель Хаттусы
- Пирува[венг.] (Пэрва) (соправитель), сын
- Тутхалия I[кат.] (Тудхалийа I)
- Кантуцилли
- Пухасума (Пу-Шаррума, PU-LUGAL-ma), сын Тутхалия I, царь Куссара (XVI век до н. э.)
- Папахдилма (Павахтелмах), сын, царь Куссара

## Древнее царство
- Лапарна I (Лабарна) (ок. 1680—1650 до н. э.), царь Куссара, основатель Древнего царства хеттов
- Лапарна II (затем Хаттусили I) (ок. 1650—1620 до н. э.), перенёс столицу в восстановленную Хаттусу
- Лапарна III (соправитель)
- Мурсили I (сначала соправитель, ок. 1620—1594 до н. э.)
- Хантили I (Хандили I) (ок. 1594—1560 до н. э.)
- Цитанта I (Цитанда I) (ок. 1560—1550 до н. э.)
- Аммуна (ок. 1550—1530 до н. э.)
- Хуцция I (Хуццийа I) (ок. 1530—1525 до н. э.)
- Телепину (ок. 1525—1500 до н. э.)

## Среднее царство

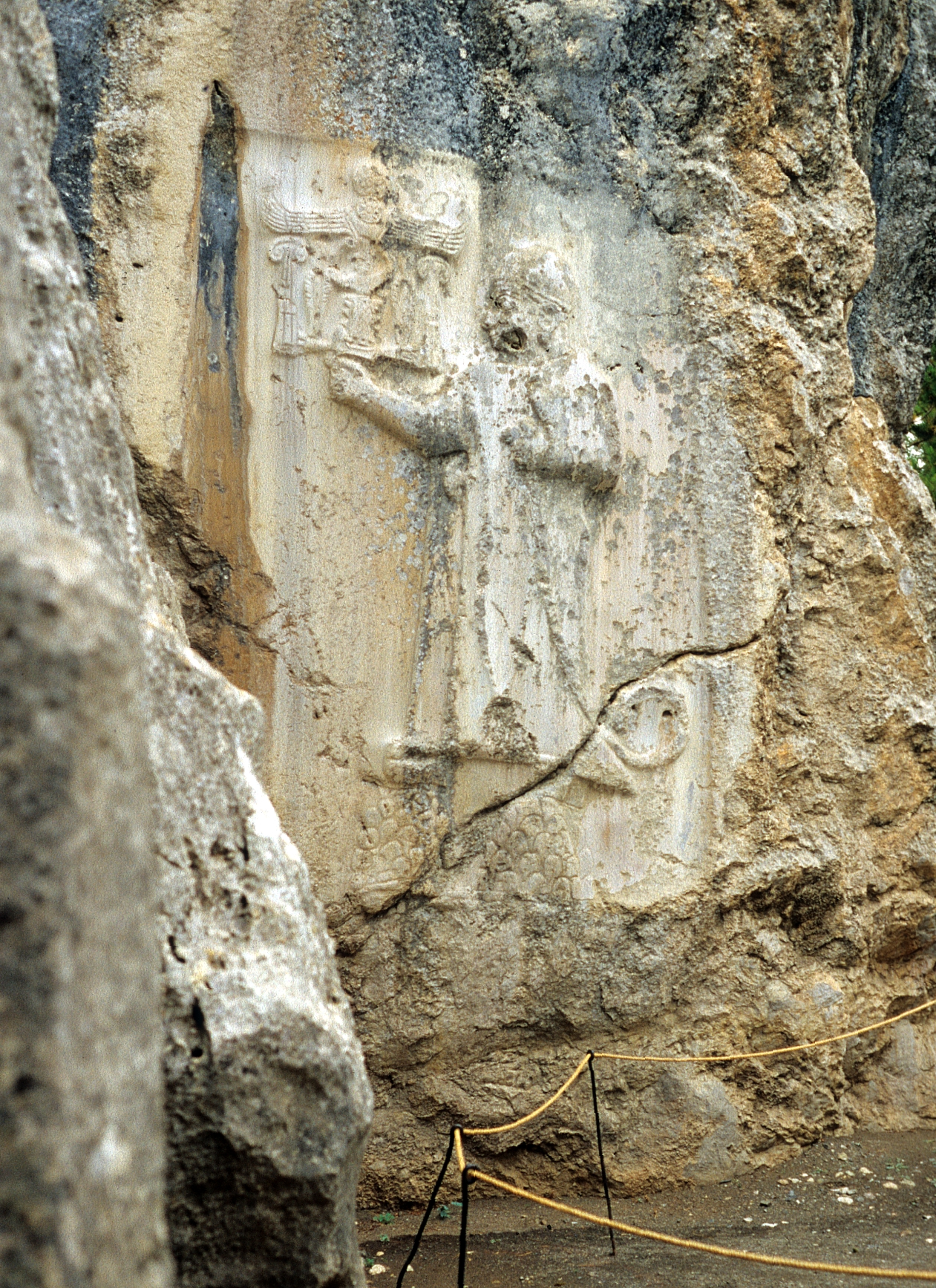
Язликая - хеттское святилище Хаттусы. Турция. Камера Тудхалии IV

- Аллувамна
- Хантили II (Хандили II)
- Тахурваили
- Цитанта II (Цитанда II)
- Хуцция II (Хуццийа II)
- Муваталли I

## Новое царство (Империя)
- Тутхалия II (I) (ок. 1460—1440 до н. э.)
- Арнуванда I (ок. 1440—1420 до н. э.)
- Хаттусили II (ок. 1420—1400 до н. э.)
- Тутхалия III (II) (Ташми-Шарри) (ок. 1400—1380 до н. э.)
- Тутхалия Младший (ок. 1380 до н. э.)
- Суппилулиума I (ок. 1380—1334 до н. э.)
- Арнуванда II (ок. 1334—1333 до н. э.)
- Мурсили II (ок. 1333—1306 до н. э.)
- Муваталли II (Шарри-Тешшуб) (ок. 1306—1282 до н. э.)
- Мурсили III (Урхи-Тешшуб) (ок. 1282—1275 до н. э.)
- Хаттусили III (ок. 1275—1239 до н. э.)
- Тутхалия V (IV) (Хешми-Шаррума) (ок. 1239—1209 до н. э.)
- Курунта (ок. 1209 (?))
- Арнуванда III (ок. 1209—1205 до н. э.)
- Суппилулиума II (ок. 1205—1178/7 до н. э. (?))

## ЦариУнки (Хаттины)(Доассирийский период)
- Таита (X век до н. э.)
- Манана (X век до н. э.)
- Суппилулиума I, сын Мананы (X век до н. э.)
- Лубарна I (ассир. Лубарна, Либурна) (ок. 876/70 — 858? до н. э.)
- Суппилулиума II (ассир. Сапалулме) (уп. 858 до н. э.)
- Хальпарунтия (ассир. Калпарунда) (857 — 853 до н. э. — ?)
- Лубарна II (ассир. Лубарна, Лубарни) (ок. 850/40 — 831 до н. э.)
- Сурри, узурпатор (831 — 829 до н. э.)
- Саси, ставленник Ассирии (829 — ? до н. э.)

… (?)
- Тутамму, царь (? — 739 — 738 до н. э.)